# Forfeit
Em raros casos, jogos de beisebol são declarados forfeit, e o placar é registrado com a equipe penalizada marcando nenhuma corrida; seus oponentes são creditados com o mesmo número de corridas que o de entradas programadas. Assim, o placar de um jogo profissional de beisebol dado como forfeit será de 9-0; a maioria das ligas amadores jogam sete entradas, então seria registrado 7-0. Contudo, se um forfeit ocorre no meio de um jogo oficial no qual a equipe penalizada está perdendo, o placar será registrado como estava no momento do forfeit.
Na Major League Baseball, forfeits geralmente ocorrem somente quando torcedores interrompem um jogo até um ponto onde o pessoal do estádio não consegue controlá-los, e o time da casa é forçado ao forfeit. Forfeits eram mais comuns nos tempos antigos do beisebol (houve cinco forfeits na Liga Nacional em 1886), se tornando raros nos anos recentes.